# Hanne Sørvaag
Hanne Sørvaag, née le 27 décembre 1979 à Stavanger, est une chanteuse, auteure-compositeur et productrice norvégienne.

## Biographie
Elle sort son premier album, You Know Me, sous le pseudonyme de Paris en 2002, dont trois titres seront des succès radiophoniques en Norvège. Son deuxième album, Talk of the Town (Diamond Road Music), est sorti en 2006, sous son propre nom. Le premier single tiré de l'album est I Don't Feel a Thing.
Outre sa carrière de chanteuse, elle aussi été écrit avec succès pour d'autres artistes, notamment My Destiny (coécrit par Tim Baxter et Harry Sommerdahl), qui a été chantée par Katharine McPhee à la finale d'American Idol en 2006. Plusieurs autres artistes norvégiens et internationaux ont interprété ses chansons. Elle cite souvent Sheryl Crow comme une influence majeure sur sa musique.
En 2012 elle participe et remporte la 8e saison de Skal vi danse?, la version norvégienne de Dancing with the Stars.

## Eurovision
En 2008, elle écrit Disappear avec les Danois Thomas Troelsen et Remee  pour la présélection allemande à l'Eurovision de 2008, interprétée par No Angels. La chanson a représenté l'Allemagne en finale de l'Eurovision à Belgrade le 24 mai 2008. Ce n'est pas la première fois qu'elle est impliquée dans l'Eurovision. Elle avait déjà coécrit la chanson You Got A Hold On Me chantée par Linda Kvam au Melodi Grand Prix 2003.
Hanne a écrit la chanson My Heart Is Yours, interprétée par Didrik Solli-Tangen, pour la présélection norvégienne Melodi Grand Prix 2010. Didrik représentera la Norvège au Concours Eurovision de la chanson 2010. Hanne, avec Harry Sommerdahl et Chistian Leuzzi, a également écrit la chanson Shine, interprétée à la finale nationale de Géorgie, le 27 février, par Sofia Nizharadze. Shine représentera la Géorgie au Concours Eurovision de la chanson.